# Krasnogorsk (càmera)
Les càmeres russes de Krasnogorsk (Красногорск o, abreujadament, la K-3) són unes càmeres de cinema de rodet de 16 mm produïdes a l'antiga Unió Soviètica i actualment encara utilitzades globalment. Se'n va produir un total de 105.435 càmeres Krasnogorsk-3 (les més populars) entre 1971 i 1993.
El nom "Krasnogorsk" prové del suburbi de Moscou on es trobava la planta.
Aquestes càmeres tenen una gran fama de ser autònomes, funcionals i de fabricació simple. La indústria russa posava gran èmfasi en la facilitat de reparar i la durabilitat dels seus productes, malgrat que fossin menys sofisticats que els seus anàlegs occidentals.

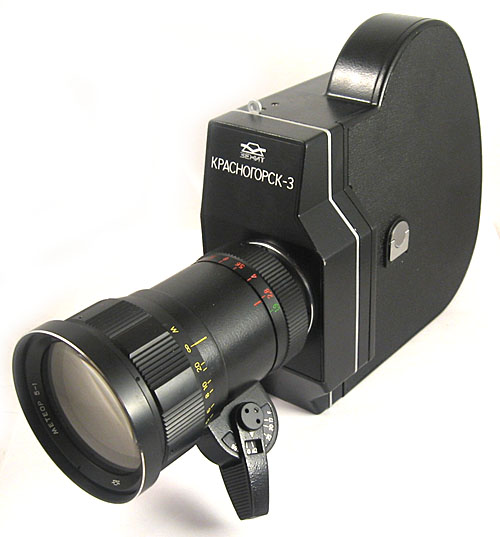
Krasnogorsk-3

## Història
Krasnogorsk és una localitat de l'oblast de Moscou, a Rússia. Va sorgir als anys trenta del segle xx, creada amb els cànons soviètics com a ciutat residencial i industrial. En l'actualitat té més de 100.000 habitants i és coneguda principalment per la Producció sortida de les seves fàbriques durant els anys 70,80 i 90. La empresa Krasnogorski Zavod (KMZ) produïa càmeres fotogràfiques i cinematogràfiques. Són molt reconegudes les càmeres Zenit (fotografia) i també la seva línea de càmeres de 16mm, les Krasnogorsk.
Les càmeres de la serie Krasnogorsk van començar a fabricar-se a finals dels anys 60 i principis dels anys 70. Es van convertir en un aparell molt cèlebre i popular a tots els països del bloc comunista.
Aquestes càmeres eren fortes i resistents, ideals per a condicions extremes (molta resistència al fred), i absolutament autònomes i funcionals en comparació a la maquinària de l'època. No requereix cap mena de bateria, excepte pel fotòmetre intern que porta incorporat. Com ja s'ha esmentat, a diferència de les càmeres de 16mm de l'època, la Krasnogorsk es va concebre com una càmera lleugera i funcional (per a reportar i documentar).
Tot i això disposa d'unes prestacions tècniques interessants i professionals. Per exemple, el model Krasnogorsk 3 (el més popular d'aquesta producció) sortia de fàbrica amb una òptica de bona qualitat, la Meteor 5-1. Estava equipada amb un zoom 17–69 mm i una apertura de diafragma de 1.9, i les velocitats de filmació abastaven des dels 8 f.p.s. fins als 48 f.p.s.
En relació al context social i econòmic, aquesta càmera es va presentar com un producte barat, assequible per a l'ús amateur. D'aquesta manera, molts aficionats al cinema van tenir la possibilitat d'accedir als 16mm (un dels formats més interessants dins del món del cinema i amb característiques de producció professional). La Krasnogorsk 3 era una càmera pràcticament desconeguda a Occident. No existia cap càmera barata de 16mm d'ús amateur al món capitalista. Les Boles, les Arriflex i les Beaulieu eren models sofisticats i cars. És possible que la Krasnogorsk hagués tingut una vida comercial molt interessant durant els primers anys de producció d'haver abastat els mercats internacionals.
Als primers anys de la dècada dels 90, les Krasnogorsk 3 van deixar de fabricar-se per l'aparició del vídeo. Actualment, s'ha obert un petit mercat global que les ha recuperat, el qual no es conforma amb el material digital, sinó que vol anar més enllà i tornar al cel·luloide. És així que un públic molt concret està tornant al format dels 16mm, utilitzant les Krasnogorsk 3. És una càmera molt popular actualment a les escoles de cinema, com ara a l'ESCAC de Terrassa.
La Krasnogorsk-3 té algunes llegendes associades bastant curioses. Es diu que Krzysztof Kieslowski es va iniciar amb aquesta cambra i que Spike Lee va filmar alguns plans de "Get on the bus" amb una K-3.

## Característiques principals
| Tipus de pel·lícula  | 6 mm de perforació simple o doble           |
| Fotogrames per segon | 6-50 fps                                    |
| Òptica               | 17-69mm F1.9 Zoom                           |
| Distància focal      | 2 metres / 6,6 peus (1 metre usant dioptre) |
| Visor                | Rotating-mirror reflex                      |
| Dioptria             | -4 a +5                                     |
| Angle d'obturació    | 150 graus                                   |

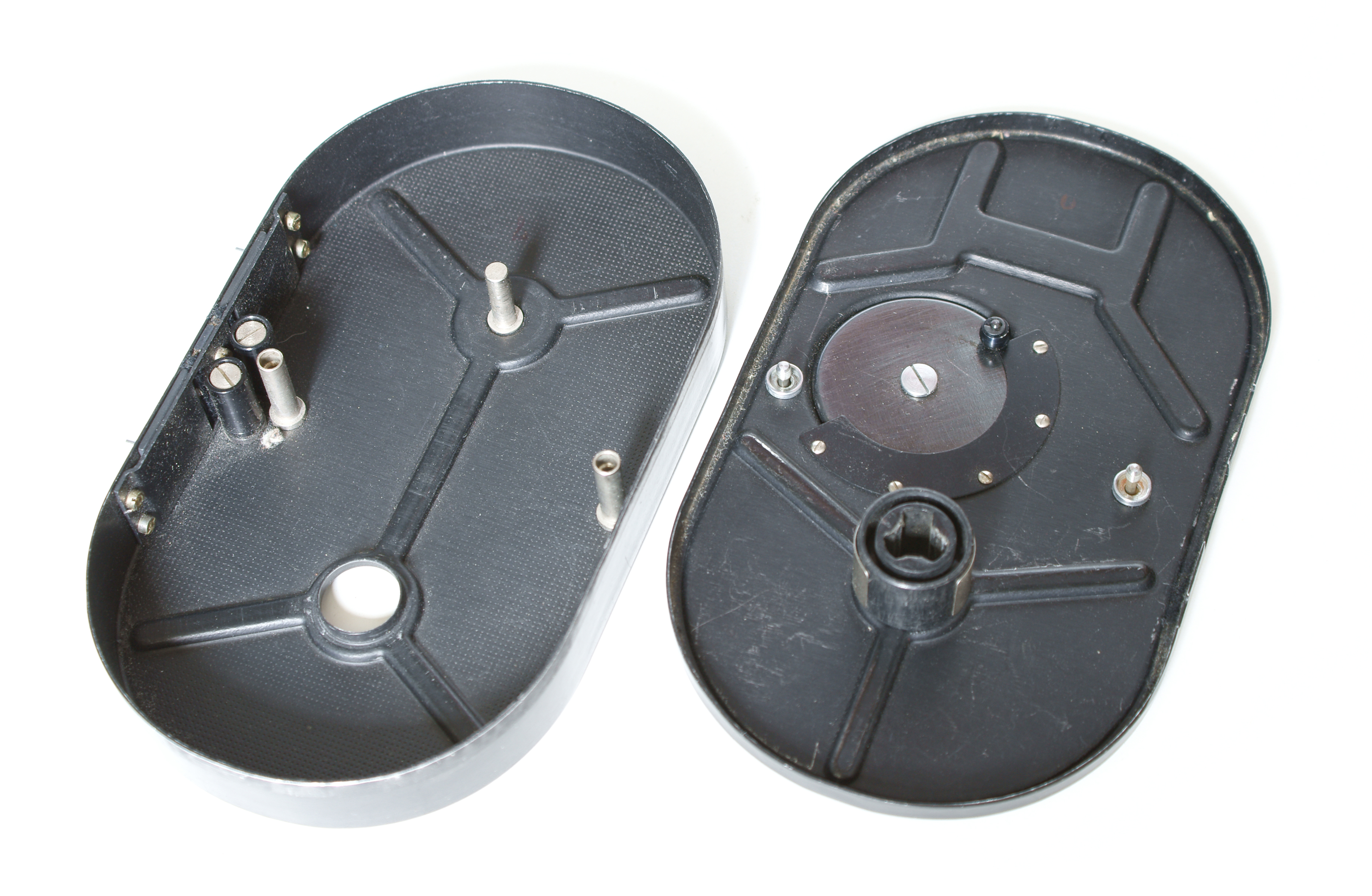
sParts de la càmera

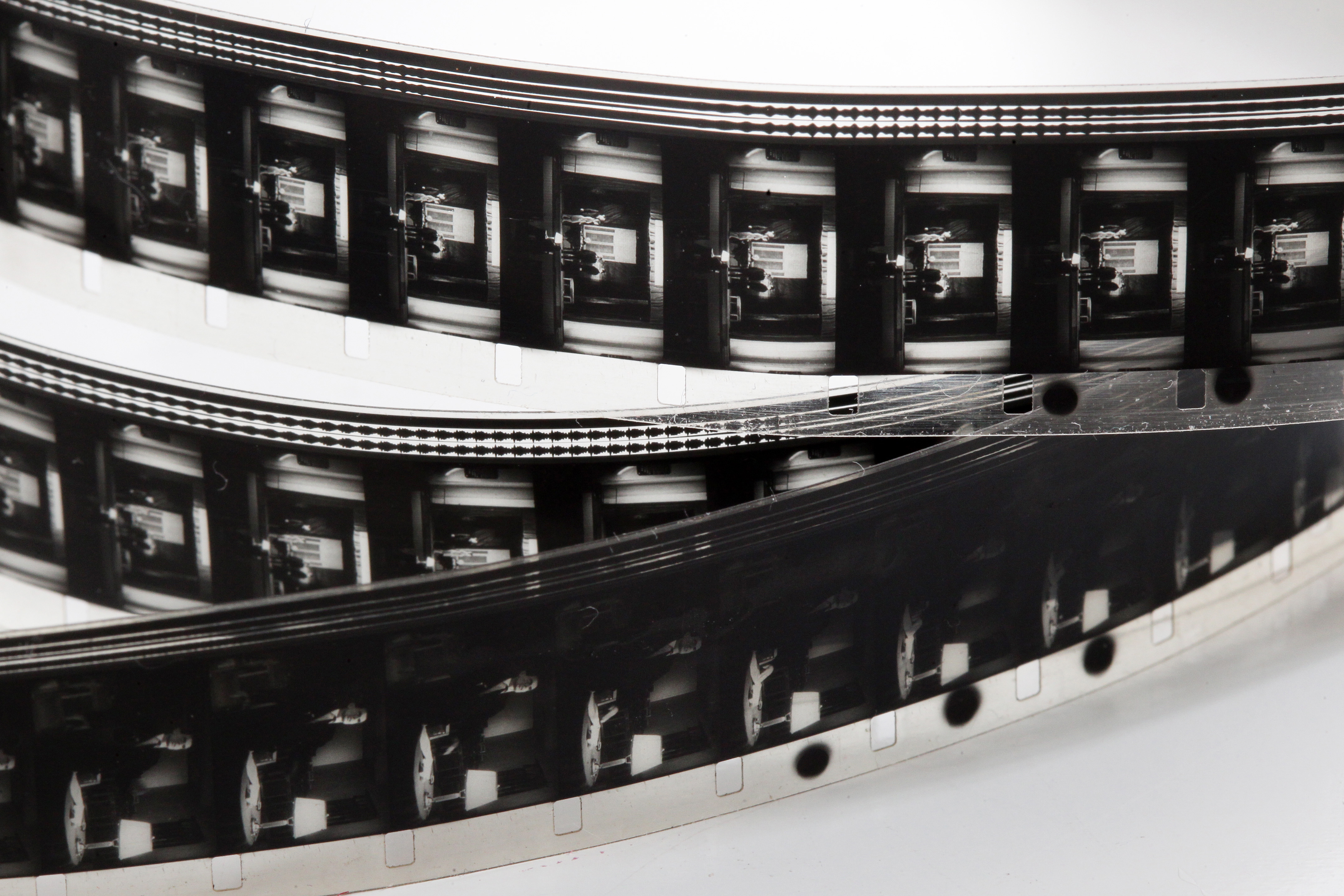
Cinta de 16mm

La bateria PX640 necessària per activar el fotòmetre intern ja no es fabrica pel seu contingut de mercuri. Usar una pila alcalina no donaria resultats correctes degut al seu voltatge diferent i a la diferent corba de descàrrega. La que si pot funcionar bé, amb un adaptador adequat, és una bateria de zinc-aire. Però normalment avui dia amb la K-3 s'usen fotòmetres externs digitals, més precisos.

## Utilització
A l'hora de filmar amb un sistema analògic, l'operació es realitza registrant una quantitat d'imatges o fotogrames sobre un rotllo de pel·lícula o emulsió sensible a la llum.
El funcionament bàsic de la càmera s'inicia en un objectiu que recull la llum de l'escena, enfocant i dirigint-la sobre l'emulsió, que es converteix en latent, en obrir-se l'obturador durant l'anomenat temps d'exposició.
La pel·lícula avança, al tancar-se l'obturador, per un sistema d'arrossegament mecànic accionat per un motor que s'adapta a les perforacions de l'emulsió. Tots aquests elements es troben continguts en un recipient completament opac al que se li afegeix exteriorment un xassís hermèticament tancat en el qual es troba el negatiu.
El visor de la càmera permet tenir visió i control de la imatge que s'està rodant.